# Манандян, Яков Амазаспович
Я́ков Амаза́спович Манандя́н (иногда Акоп Амазаспович, арм. Հակոբ Համազասպի Մանանդյան, 10 (22) ноября 1873, Ахалцих — 4 февраля 1952) — армянский историк, академик АН СССР, академик Академии наук Армянской ССР.

## Биография
Яков Амазаспович Манандян окончил Йенский университет имени Фридриха Шиллера в 1897 году, Санкт-Петербургский университет в 1898 году, Тартуский университет в 1909 году. До 1919 года преподавал в различных школах, семинариях, гимназиях в Грузии, Армении и Азербайджане. В 1925 году стал профессором, в 1939 году академиком Академии наук СССР, в 1943 академиком Академии наук Армянской ССР. С 1920 по 1930 годы работал и преподавал в Ереванском государственном университете.

## Научная деятельность
Основные труды Я. А. Манандяна посвящены истории Армении древнего и средневекового периодов, филологии и культуре. Среди них:
- О торговле и городах Армении… Ереван, 1930;
- Феодализм в Древней Армении. Ереван, 1934 (на арм. яз.);
- Тигран II и Рим. Ереван, 1943;
- Критический обзор истории армянского народа. Ереван, [1945-1956]. Т. 1-3 (на арм. яз.);
- Труды. Ереван, 1977—1981. Т. 1-4 (на арм. яз.).

## Награды
- орден Трудового Красного Знамени (10.06.1945)
- Заслуженный деятель науки Армянской ССР (1935)